# 12-е тысячелетие до н. э.
12-е (двена́дцатое) тысячеле́тие до на́шей э́ры по пролептическому юлианскому календарю — тысячелетие с 1 января 12000 года до н. э. по 31 декабря 11001 года до н. э. Ему предшествовало 13-е тысячелетие до н. э., за ним следовало 11-е тысячелетие до н. э. Оно закончилось 13025 лет назад.

## События
- Завершение эпохи Мадлен верхнего палеолита в Центральной Европе
- Окончание верхнего палеолита у ряда народов
- Мезолит в Средней Азии
- Начало окончательного таяния последних ледников в Северной Америке и Европе
- Образование ледникового озера Агассис в Северной Америке
- Петроглифы Сикачи-Аляна
- 11850 лет до н. э. закончилось мейендорфское потепление и начался древнейший дриас, 11 720 лет до н. э. началось бёллингское потепление, 11590 лет до н. э. начался древний дриас, 11400 лет до н. э. началось аллерёдское потепление[1].